# Алые небеса
Алые небеса (кор. 홍천기, Хон Чхон Ги, Hong Сheon Gi, «Красное небо», «Red Sky») — исторический фэнтезийный южнокорейский телесериал (дорама) основанный на одноимённом романе Чон Ын Гволь. Его премьера состоялась 30 августа 2021 года на телеканале SBS
, и показ был завершён 26 октября того же года.

## Сюжет
События разворачиваются во времена династии Чосон. Хон Чхон Ги родилась слепой. В детстве она знакомится с мальчиком по имени Ха Рам. Мальчик, имея особые способности, был направлен на обряд призыва дождя. После обряда он обещал прийти к своей новой подруге, но так и не пришёл. В тот же день Чхон Ги чудесным образом обретает зрение, впоследствии становится искусным художником и первой женщиной-художницей, удостоенной чести присоединиться к королевской художественной академии. Их сблизил случай, но Чхон Ги потом постоянно думала о нём. Но однажды она встречает слепого астролога, который, несмотря на полное отсутствие зрения, может видеть будущее, следя за звёздами в ночном небе. Узнав его ближе, Чхон Ги догадывается, что это тот самый мальчик Ха Рам. Она вновь и вновь приходит к нему, и он замечает, что начинает ждать её прихода. Чхон Ги восхищается Ха Рамом и его глазами редкого цвета. Женщина-художник стремится завоевать его сердце, но оба оказываются втянутыми в интриги королевского двора.

## Номинации и награды
В 2021 году сериал получил награды SBS Drama Awards в категориях «лучшая пара» (Ким Ю Джон и
Ан Хё Соп), «выдающиеся достижения, актёр мини-сериала/фэнтезийной драмы» (Ан Хё Соп), «лучший актёр» (Квак Си Ян), «высшее мастерство, актриса мини-сериала/драма-фэнтези» (Ким Ю Джон), и номонирован в ещё четырёх категориях.
В 2022 году получил «Золотую премию Реми» (драма) на Международном кинофестивале WorldFest в Хьюстоне.

## В ролях
- Ким Ю Джон
- Ан Хё Соп
- Гон Мён
- Квак Си Ян